# Another Brick in the Wall Part 2
„Another Brick in the Wall, Part II“ je šestý singl britské skupiny Pink Floyd vydaný ve Spojeném království. Pochází z alba The Wall a byl vydán přibližně dva týdny před ním, v listopadu 1979 (viz 1979 v hudbě). Jedná se o komerčně nejúspěšnější singl skupiny, v Británii i v USA se dostal na první místo v hitparádách.
Singlová verze skladby „Another Brick in the Wall, Part II“ je částečně odlišná od varianty, jež se nachází na albu. V úvodu písně na singlu je kytarové intro, zatímco na albu skladba plynule přechází z předchozí „The Happiest Days of Our Lives“. Verze na singlu končí dříve, fade-out (vytrácení se) začíná již v průběhu kytarového sóla. Skladba je rovněž známá účinkujícím dětském sborem z londýnské školy Islington Green School, která se nachází poblíž hudebního studia Britannia Row.
Na druhé straně singlu se nachází píseň „One of My Turns“, rovněž z alba The Wall. Od albové verze se také mírně liší: na singlu totiž není skladba ohraničena zvukovými efekty, kterými na albu přechází z předchozí a do následující písně. „One of My Turns“ je označována[kým?] za jednu z nejtemnějších skladeb alba The Wall.

## Struktura
V albové verzi The Wall, „Another Brick in the Wall (Part 2)“ přichází z vygradovaného závěru skladby „The Happiest Days of Our Lives“ s Rogerovým známým křikem. Skladba má důrazné bicí, známou pulzující, vibrující basovou linku a výrazné kytarové části v pozadí s vyrovnaným, ale ostrým kytarovým sólem. Part 2 také obsahuje hlavní, v druhém verši dětmi zpívaný motiv. Potom jak skladba doznívá, jsou slyšet zvuky školního dvora spolu s učitelem, který fanaticky křičí slova jako „Wrong! Do it again!“ („Špatně! Znovu!“), které mají sarkastický nádech a „If you don't eat yer meat, you can't have any pudding! How can you have any pudding if you don't eat yer meat?!“ („Jak nesníte maso, nemůžete dostat ani puding! Jak můžete mít puding, když nejíte maso!?“), a „You! Yes! You behind the bikesheds! Stand still, laddie!“ („Hej ty tam! ano ty za tím stojanem na kola! Okamžitě stůj, chlapče!“), všichni se rozcházejí do tupého hučení a zvonění telefonu zpečetěného hlubokým povzdechem, který vlastně spouští další song s názvem „Mother“.

## Školní sbor
Producent Bob Ezrin údajně už na začátku cítil hitový potenciál této skladby. V roce 2009 se Bob vyjádřil, že to byl jeho nápad použít pro refrén „Další cihly do zdi“ - školní sbor.:
| „ | Původně měl Roger pro tuto část napsanou pouze jednu verzi a jeden refrén. Když mi pustil demo této písně s disko rytmem, řekl jsem mu, že "toto bude hit! Ale má to jen jednu minutu a dvacet sekund. Potřebujeme aby tato skladba měla dvě sloky a dva refrény ". Floyd mi řekli, že "oni do ní nic přidávat nebudou, a že na vydávání singlů serou". Tak jsem jim řekl, že "OK, v pořádku ..." a nechali jsme to tak. Měli jsme tedy sérii dvou nahrávek písní. V podstatě stačilo nazpívat sloku pro Part 2 a přiložit refrén z první části. Vznikla by tak druhá verze, která je vlastně stejná jako první. Jako producent alba School's Out od Alice Coopera jsem měl myšlenku na to, že by refrén mohly nahrát děti, vždyť je tato část vlastně o nich. A tak zatímco jsme byli v Americe, poslal jsem nahrávacího technika Nicka Griffithse do školy blízko Britannia Row Studios v Islingtonu (Severní Londýn). Řekl jsem mu, aby mi přinesl 24 stop na kterých děcka nazpívají refrén písně. Chtěl jsem, aby to bylo co nejautentičtější. Vložil jsem tuto sekvenci do skladby a zavolal jsem Rogera. Když se ve druhém refrénu písně ozvaly dětské hlasy, jeho tvář změkla a bylo mi jasné, že pochopil jakou důležitou nahrávku právě poslouchá. | “ |

Griffiths skutečně požádal o pomoc při nahrávaní refrénu učitele hudby Aluna Renshawa z Green School Islingtone. Škola byla na rohu blízko nahrávacího studia Britannia Row Studios. Za nahrání sekvence dostala škola 1 000 Liber. Nepodepsala s kapelou kontrakt na podíl z prodeje hudebních nahrávek. Podle autorského zákona z roku 1996 získali členové dětského sboru oprávnění na licenční poplatky z vysílání písně. Přes sociální sítě je potom vyhledal jejich zástupce Peter Rowan, který v roce 2004 za ně podal žádost o honoráře s právy interpretačních umělců.

## Disco rytmus
Nápad dát skladbě disco rytmus pochází také z Ezrinovy hlavy. V roce 2009 to potvrdil i David Gilmour:
| „ | Nebyl to můj nápad nahrát disco skladbu. To byl Bob, kdo to vymyslel. Řekl mi, abych se šel podívat do několika klubů co se dělá s diskotékovou hudbou. Zkusil jsem to a poslouchal jsem ten čtyřtaktní hluk basy a bicích. Bože, bylo to hrozné! Pak jsme se vrátili zpět a zkusili jsme udělat jednu píseň tak aby byla chytlavá. | “ |

Na konečný výsledek se Roger Waters vyjádřil:
| „ | Bylo to skvělé, a přesně to, co jsem od spolupracovníka očekával. | “ |

Na což Gilmour dodal:
| „ | A nakonec to nemá ani zvuk hodný skupiny Pink Floyd. | “ |

### Filmová verze
Po sekvenci k písni "The Happiest Days of Our Lives" Pink sedí ve třídě a sní s otevřenýma očima. V jeho snění je prolínání se reality a představ: sarkastický bezdětný profesor, který si léčí své mindráky z tlaku, který na něj doma vyvíjí jeho manželka. Profesor zesměšňuje Pinka, neuznává výjimečnost, staví žáky do jedné roviny. Děti v řadě pochodují v rytmu písně a následují cestu dokud slepě nepadnou do obrovského mlýnku na maso, dokud je systém/mlýnek nesemele do jednotné formy.
V závěrečné fázi skladby nastupují Pinkovy představy o vzpouře vůči tomu všemu. Dochází k absolutnímu chaosu, kdy v pozadí hraje Gilmourovo kytarové sólo a žáci kladivy (které později zkřížené ve filmu vidno na fašistických symbolech), demoluje školská zařízení, bourají a zapalují budovu; se stupňující agresivitou křičí a odhazují uniformy ... píseň končí probuzením / záběrem na Pinka, který si suší ruce, do kterých mu na jejím začátku mlátil pravítkem učitel.

### Hudební video
Před filmem, první videoklip ke skladbě, režírovaný albumovým/koncertním/filmovým výtvarníkem Geraldem Scarfim, který znázornil studenty běžících na hřišti a loutku učitele použitou na koncertech The Wall. Video také spojuje některé animované scény, které byly později použity ve skladbách „The Trial“ a „Waiing for the Worms“. Děti, které zpívají v „Another Brick in the Wall (Part 2)“ neměly dovoleno být ve videu, protože nevlastnily Equity Card.
Hned jak byl film dokončen, scény z „The Happiest Days of Our Lives“ a „Another Brick in the Wall (Part 2)“ byly spojené do nového videa, které je dnes oficiálním videoklipem ke skladbě „Another Brick in the Wall“.

### Alternativní verze
- Singl verze má krátké kytarové intro, ale je dlouhá jen 3 minuty a 11 sekund.
- Kompilace A Collection of Great Dance Songs z roku 1981 obsahuje hybridní verzi (3:54), která stejně jako singl verze vynechává část z „The Happiest Days of Our Lives“, ale je delší než studiová verze.
- Verze ze živých alb a videí Delicate Sound of Thunder a Pulse (nahraných po odchodu Waterse ze skupiny) obsahují hlavní kytarové sólo od Davida Gilmoura, po něm následuje další tappovaný kytarový riff koncertního kytaristy Tima Renwicka. Ty jsou doprovázeny slap-basovými linkami Guya Pratta. Na koncertním dvojalbu Delicate Sound of Thunder je část se zpěvem dětského sboru puštěna z pásky, zatímco na Pulse je zpívaná vokalisty.
- Verze z Is There Anybody Out There? The Wall Live 1980–81 také obsahuje rozšířené sólo, které nahrál Snowy White a varhanové sólo od Richarda Wrighta.
- V roce 1990, před živým koncertem The Wall - Live in Berlin byla nahrána raritní limitovaná edice propagačního CD nazvaná The Wall Berlin '90. Byla vysílaná v rozhlasových stanicích (Columbia CSK 2126). Obsahovala singl „When the Tigers Broke Free“ a novou verzi „Another Brick in the Wall (Part 2)“. Nahrávka měla kredit jako „Nová nahrávka od The Bleeding Heart Band / červen 1990“. The Bleeding Heart Band bylo volné seskupení hudebníků, kteří doprovázeli Rogera Waterse na jeho sólových koncertech.
- Verzi z The Wall - Live in Berlin, kterou nezpívala Cindy Lauper, obsahuje originální kytarové sólo nahrané Rickem DiFonzem. Druhé kytarové sólo nahrál Snowy White. Varhanové sólo pochází od Peta Wooda a syntezátorové sólo nahrál Thomas Dolby.
- Skladba „Another Brick in the Wall Part 2“ je součástí „The Happiest Days of Our Lives“ na kompilaci Echoes: The Best of Pink Floyd. Ve svém závěru přejde do prvního tónu upravené verze skladby „Echoes“.

česká coververze
Pod názvem „Zeď“ s textem Michaela Prostějovského ji v roce 1981 nazpíval Václav Neckář s sborem Bambini di Praga

### Žebříček
| Žebříček (1979–1980)     | Vrcholová pozice |
| ------------------------ | ---------------- |
| Australian Singles Chart | 1                |
| Austrian Singles Chart   | 1                |
| Danish Singles Chart     | 1                |
| French Singles Chart     | 1                |
| German Singles Chart     | 1                |
| Italian Singles Chart    | 1                |
| Spanish Singles Chart    | 1                |
| Swedish Singles Chart    | 1                |
| Swiss Singles Chart      | 1                |
| UK Singles Chart         | 1                |
| U.S. Billboard Hot 100   | 1                |

## Seznam skladeb
1. „Another Brick in the Wall, Part II“ (Waters/Waters) – 3:10
2. „One of My Turns“ (Waters/Waters) – 3:39